# (29647) Poncelet
(29647) Poncelet ist ein Asteroid des Hauptgürtels, der am 17. November 1998 vom italoamerikanischen Astronomen Paul G. Comba am Prescott-Observatorium (IAU-Code 684) in Arizona entdeckt wurde.
Benannt wurde der Asteroid nach dem französischen Mathematiker, Physiker und Ingenieur Jean-Victor Poncelet (1788–1867), der zu den Begründern der modernen projektiven Geometrie zählt.